# Pimelodella wolfi
Pimelodella wolfi är en fiskart som först beskrevs av Fowler, 1941.  Pimelodella wolfi ingår i släktet Pimelodella och familjen Heptapteridae. Inga underarter finns listade i Catalogue of Life.